# Lista de deputados federais envolvidos no Escândalo das passagens aéreas
A lista dos ex-deputados denunciados na farra das passagens contém os nomes dos 443 ex-deputados federais denunciados por peculato em outubro de 2016 no Escândalo das passagens aéreas pelo uso irregular da cota de passagens aéreas a que todo parlamentar tinha direito no Congresso Nacional, ocorrido até 2009. Em publicação da denúncia pelo jornal Folha de S.Paulo, alguns dos denunciados negaram as supostas irregularidades.
1. Abelardo Luiz Lupion Mello
2. Acélio Casagrande
3. Agnelo Santos Queiroz Filho
4. Airton Bernardo Roveda
5. Albano do Prado Pimentel Franco
6. Albérico de Franca Ferreira Filho
7. Alceni Ângelo Guerra
8. Alceste Madeira de Almeida
9. Alceu de Deus Collares
10. Alexandre Aguiar Cardoso
11. Alexandre José dos Santos
12. Alexandre Silveira de Oliveira
13. Aline Lemos Correa de Oliveira Andrade
14. Almerinda Filgueiras de Carvalho
15. Almir Morais Sá
16. Almir Oliveira Moura
17. Ana Isabel Mesquita de Oliveira
18. Ana Maria Quintans Guerra de Oliveira
19. André Luiz Costa De Souza
20. André Luiz Vargas Ilário
21. André Zacharow
22. Andreia Almeida Zito dos Santos
23. Ângela Regina Heinzen Amin Helou
24. Ângelo Carlos Vanhoni
25. Anivaldo Juvenil Vale
26. Anselmo de Jesus Abreu
27. Antônia Magalhães da Cruz
28. Antônio Carlos Biffi
29. Antônio Carlos Pannunzio
30. Antônio Carlos Peixoto de Magalhães Neto - era corregedor da Câmara à época, responsável pela apuração inicial de denúncias contra os deputados e consequente encaminhamento para o Conselho de Ética. Chegou a dizer à coluna Painel, da Folha, que "achava que a imprensa queria fechar o Congresso" e que poderia, sim, ter utilizado passagens da Câmara para viajar com a mulher para Paris.[4] Em publicação da denúncia pelo jornal Folha de S.Paulo negou as supostas irregularidades.[3]
31. Antônio Carlos Silva Biscaia
32. Antônio Charles Lucena de Oliveira Mello
33. Antônio da Conceição Costa Ferreira
34. Antônio Elbano Cambraia
35. Antônio Eudes Xavier
36. Antônio Eustáquio Andrade Ferreira
37. Antônio Ferreira da Cruz Filho
38. Antônio José Castelo Branco Medeiros
39. Antônio Marcelo Teixeira Sousa
40. Antônio Palocci Filho
41. Antônio Roberto Soares
42. Aparecida Maria Borges Bezerra
43. Aracely de Paula
44. Armando Abilio Vieira
45. Arnaldo Franca Vianna
46. Ary Kara José
47. Asdrubal Mendes Bentes
48. Astrobaldo Fragoso Casara
49. Athos Avelino Pereira
50. Augusto Cesar Cavalcante Farias
51. Ayrton Alvarenga Xerez
52. Benedito de Carvalho Sá
53. Bernardino Barreto de Oliveira
54. Bernardo Ramos Ariston
55. Bruno Campelo Rodrigues de Souza
56. Camilo Cola
57. Cândido Elpidio de Souza Vaccarezza
58. Carlito Merss
59. Carlos Alberto Cavalcante de Souza
60. Carlos Alberto de Sousa Rosado
61. Carlos Alberto Leréia da Silva
62. Carlos Alberto Moreira de Mendonça Canuto
63. Carlos Augusto Abicalil
64. Carlos Augusto Alves Santana
65. Carlos Daudt Brizola
66. Carlos Eduardo Torres Gomes
67. Carlos Eduardo Vieira da Cunha
68. Carlos Fernando Coruja Agustini
69. Carlos Frederico Theodoro Nader
70. Carlos Marques Dunga
71. Carlos Orleans Brandão Júnior
72. Carlos Roberto Massa Junior
73. Carlos William de Souza
74. Celcita Rosa Pinheiro da Silva
75. Cezar Augusto Carollo Silvestri
76. Cezar Augusto Schirmer
77. Ciro Ferreira Gomes - foram compradas na cota de Ciro passagens para Nova York, cidade que visitou com a mãe. Após seu nome ser citado, a TAM afirmou ter errado e inadvertidamente cobrado as passagens da mãe da cota do deputado.[4] Em publicação da denúncia pelo jornal Folha de S.Paulo negou as supostas irregularidades.[3]
78. Ciro Francisco Pedrosa
79. Clair da Flora Martins
80. Cláudio Antônio Vignatti
81. Cláudio Castanheira Diaz
82. Cláudio Magrão de Camargo Cre
83. Cleuber Brandão Carneiro
84. Clóvis Antônio Chaves Fecury
85. Clóvis de Jesus Savalla Correa Carvalho
86. Colbert Martins da Silva Filho
87. Cristiano Matheus da Silva e Sousa
88. Custódio Antônio de Mattos
89. Darci Martins Coelho
90. Denise Frossard Loschi
91. Devanir Ribeiro
92. Dilto Vitorassi
93. Djalma Vando Berger
94. Domingos Francisco Dutra Filho
95. Edgar Moury Fernandes Sobrinho
96. Edigar Evangelista dos Anjos
97. Edilberto Afonso de Moraes Junior
98. Edmar Batista Moreira
99. Edmílson José Valentim dos Santos
100. Edna Bezerra Sampaio Fernandes
101. Edson Aparecido dos Santos
102. Edson Ezequiel de Matos
103. Edson Gonçalves Duarte
104. Edson Santos de Souza
105. Eduardo Alves de Moura
106. Eduardo Cosentino da Cunha
107. Eduardo Francisco Sciarra
108. Eduardo Seabra da Costa
109. Edvaldo Baião Albino
110. Eliene José de Lima
111. Elimar Maximo Damasceno
112. Elismar Fernandes Prado
113. Emanuel Fernandes
114. Ênio César Cesilio
115. Enio Egon Bergmann Bacci
116. Enivaldo Ribeiro
117. Érico da Silva Ribeiro
118. Ernandes Santos Amorim
119. Etivaldo Vadão Gomes
120. Eugênio Rabelo
121. Evandro Costa Milhomen
122. Fábio Loureiro Souto
123. Fábio Rodrigues de Oliveira
124. Fátima Lúcia Pelaes
125. Félix de Almeida Mendonça
126. Fernando Antônio Folgado Gonçalves
127. Fernando Barrancos Chucre
128. Fernando Dantas Ferro
129. Fernando Lopes de Almeida
130. Fernando Melo da Costa
131. Fernando Paulo Nagle Gabeira - reconheceu publicamente na época que cometeu um "equívoco" ao comprar uma passagem para o exterior para a filha com a cota parlamentar, se disse arrependido e prometeu que devolveria o dinheiro das passagens utilizadas pela família.[4]
132. Fernando Ricardo Galbiati Estima
133. Fernando Stephan Marroni
134. Filipe de Almeida Pereira
135. Flávio Bezerra da Silva
136. Florisvaldo Fier
137. Francineto Luz de Aguiar
138. Francisco Almeida Lima
139. Francisco Antônio Sardelli
140. Francisco Ariosto Holanda
141. Francisco de Assis Rodrigues
142. Francisco Ednaldo Praciano
143. Francisco Eduardo Aniceto Rossi
144. Francisco Garcia Rodrigues
145. Francisco Gomes de Abreu
146. Francisco Gonçalves Filho
147. Francisco Marcelo Ortiz Filho
148. Francisco Octavio Beckert
149. Francisco Sérgio Turra
150. Frankembergen Galvão Da Costa
151. Gastão Dias Vieira
152. Geraldo Magela Pereira
153. Geraldo Roberto Siqueira de Souza
154. Geraldo Simões de Oliveira
155. Geraldo Tenuta Filho
156. Geraldo Thadeu Pedreira Dos Santos
157. Germano Mostardeiro Bonow
158. Gerson dos Santos Peres
159. Gervásio José da Silva
160. Gilmar Alves Machado
161. Giovanni Correa Queiroz
162. Guilherme Campos Junior
163. Guilherme Menezes de Andrade
164. Gustavo Bonato Fruet
165. Heleno Augusto de Lima
166. Henrique Afonso Soares Lima -  foi o deputado que mais emitiu passagens: 434 bilhetes recebidos e uma movimentação financeira de R$ 245.343,54.[5]
167. Henrique Eduardo Lyra Alves
168. Herculano Anghinetti
169. Homero Barbosa Neto
170. Homero Silva Barreto
171. Humberto Guimarães Souto
172. Ibrahim Abi-Ackel
173. Ilderlei Souza Rodrigues Cordeiro - foi o segundo deputado que mais emitiu passagens: 388 bilhetes recebidos,  o mesmo número do deputado Pinto Itamaraty, e uma movimentação financeira de R$ 248.205,19.[5]
174. Ildeu Alves de Araujo
175. Iliobaldo Vivas da Silva
176. Inocêncio Gomes de Oliveira - na época segundo-secretário da Câmara usou sua cota para patrocinar viagens internacionais de sua mulher, uma neta e suas três filhas. Sua mulher Ana Elisa e sua a filha Shely viajaram para Frankfurt, Milão e Nova York através das cotas. Outras duas filhas receberam passagens para Frankfurt e Nova York, e a neta Amanda recebeu passagem para Miami.[6]
177. Irapuan Teixeira
178. Irineu Mario Colombo
179. Iriny Nicolau Corres Lopes
180. Iris de Araújo Rezende Machado
181. Iris Xavier Simões
182. Isaías Silvestre
183. Itamar Serpa Fernandes
184. Ivan Cesar Ranzolin
185. Ivo José da Silva
186. Jaildo Vieira Reis
187. Jair de Oliveira
188. Jairo Alfredo Oliveira Carneiro
189. Jairo Ataíde Vieira
190. Janete Rocha Pietá
191. Jeronimo de Oliveira Reis
192. Jilmar Augustinho Tatto
193. João Alberto Pizzolatti Junior
194. João Alfredo Telles Melo
195. João Almeida dos Santos
196. João Antônio Rodrigues Bronzeado
197. João Batista Matos
198. João Batista Ramos da Silva
199. João Bittar Junior
200. João da Silva Maia
201. João Eduardo Dado Leite de Carvalho
202. João Felipe de Souza Leão
203. João Fontes de Faria Fernandes
204. João José Pereira de Lyra
205. João Lúcio Magalhães Bifano
206. João Oliveira de Sousa
207. João Paulo Cunha -  emitiu passagens de sua cota para ele, a mulher e a filha para Bariloche, cidade argentina famosa por suas estações de esqui.[4]
208. João Paulo Gomes da Silva
209. João Tota Soares de Figueiredo
210. Joaquim Beltrão Siqueira
211. Joaquim de Lira Maia
212. Joaquim Francisco de Freitas Cavalcanti
213. Joel de Hollanda Cordeiro
214. Jofran Frejat
215. Jorge Alberto Teles Prado
216. Jorge de Faria Maluly
217. Jorge dos Reis Pinheiro
218. Jorge José Gomes
219. Jorge Khoury Hedaye
220. Jorge Ricardo Bittar
221. José Abelardo Guimarães Camarinha
222. José Aldo Rebelo Figueiredo
223. José Carlos Machado
224. José Carlos Vieira
225. José Cesar de Medeiros
226. José da Cruz Marinho
227. José de Araújo Mendonça Sobrinho
228. José de Ribamar Costa Alves
229. José Divino Oliveira de Souza
230. José Domiciano Cabral
231. José dos Santos Freire Júnior
232. José Edmar de Castro Cordeiro
233. José Eduardo Martins Cardozo
234. José Eleonildo Soares - foi o segundo deputado que mais emitiu passagens: 388 bilhetes recebidos, o mesmo número do deputado Ilderlei Cordeiro, e uma movimentação financeira de R$ 179.370,52.[5]
235. José Fernando Aparecido de Oliveira
236. José Francisco Cerqueira Tenório
237. José Fuscaldi Cesilio
238. José Genoíno Neto
239. José Gerardo Oliveira de Arruda Filho
240. José Heleno da Silva
241. José Iran Barbosa Filho
242. José Lima da Silva
243. José Linhares Ponte
244. José Lupércio Ramos de Oliveira
245. José Maurício Rabelo
246. José Nazareno Cardeal Fonteles
247. José Paulo Toffano
248. José Rafael Guerra Pinto Coelho
249. José Renato Casagrande - teria doado as passagens para as pessoas carentes, que precisavam fazer tratamento no hospital Sarah Kubitschek em Brasília, tinha uma assistente que fazia a seleção em Vitória.[7]
250. José Roberto Santiago Gomes
251. José Santana de Vasconcellos Moreira
252. José Severiano Chaves
253. José Thomaz da Silva Nono Netto
254. José Wilson Santiago
255. Joseph Wallace Faria Bandeira
256. Josias Quintal de Oliveira
257. Jovino Cândido da Silva
258. Julião Amin Castro
259. Júlio Francisco Semeghini Neto
260. Jurandil dos Santos Juarez
261. Jurandy Loureiro Barroso
262. Jusmari Terezinha de Souza Oliveira
263. Juvenil Alves Ferreira Filho
264. Lael Vieira Varella
265. Laurez da Rocha Moreira
266. Lavoisier Maia Sobrinho
267. Leandro José Mendes Sampaio Fernandes - usou a cota para emitir onze bilhetes para Alemanha, Chile e Argentina para ele, seus amigos e sua família. Em resposta disse que estava participando de encontros antiaborto.[6]
268. Leandro Vilela Velloso
269. Leodegar da Cunha Tiscoski
270. Leonardo José de Mattos
271. Leonardo Moura Vilela
272. Leonardo Rosário de Alcântara
273. Luciana de Almeida Costa
274. Luciana Krebs Genro - emitiu passagens em nome do ex-deputado Protógenes Queiroz quando este viajou para Porto Alegre para participar de uma palestra na Universidade Federal do Rio Grande do Sul  (UFRS) e de um ato contra a corrupção, principal bandeira do PSOL.[4][8]
275. Luciano de Souza Castro
276. Luciano Ferreira de Sousa
277. Luciano Pizzatto
278. Luiz Alberto Silva dos Santos
279. Luiz Antônio Vasconcellos Carreira
280. Luiz Carlos Bassuma
281. Luiz Carlos Setim
282. Luiz Carlos Sigmaringa Seixas
283. Luiz Eduardo Rodrigues Greenhalgh
284. Luiz Fernando de Fabinho de Araújo Lima
285. Luiz José Bittencourt - teria vendido parte da cota de viagens para uma agência de viagens paranaense, que revendia as passagens à Universidade Estadual de Maringá.[9]
286. Luiz Paulo Vellozo Lucas
287. Luiz Piauhylino de Mello Monteiro
288. Luiz Roberto de Albuquerque
289. Manoel Ferreira
290. Manoel Salviano Sobrinho
291. Manuela Pinto Vieira D’Avila
292. Marcello Lignani Siqueira
293. Marcelo Augusto da Eira Correa
294. Marcelo Beltrão de Almeida
295. Marcelo de Araújo Melo - teria ido para o exterior ao lado de familiares com dinheiro da cota de passagens.[9]
296. Marcelo de Oliveira Guimarães Filho
297. Marcelo Zaturansky Nogueira Itagiba
298. Márcio Alessandro Flexa de Oliveira
299. Márcio Henrique Junqueira Pereira
300. Márcio João de Andrade Fortes
301. Márcio Luiz Franca Gomes
302. Márcio Reinaldo Dias Moreira
303. Marco Aurelio Ubiali
304. Marcondes Iran Benevides Gadelha
305. Marcos Antônio Medrado
306. Marcos Antônio Ramos da Hora
307. Maria Aparecida Diogo Braga
308. Maria Dalva de Souza Figueiredo
309. Maria do Carmo Lara Perpetuo
310. Maria José Conceição Maninha
311. Maria Lucenira Ferreira Oliveira Pimentel
312. Maria Lúcia Cardoso
313. Maria Perpétua de Almeida
314. Mariângela de Araújo Gama Duarte
315. Marina Terra Maggessi de Souza
316. Mario Assad Junior
317. Mario de Oliveira
318. Matteo Rota Chiarelli
319. Maurício Gonçalves Trindade
320. Maurício Rands Coelho Barros
321. Mauro Nazif Rasul
322. Miguel de Souza
323. Mílton João Soares Barbosa
324. Moisés Nogueira Avelino
325. Murilo Zauith
326. Narcio Rodrigues da Silveira
327. Natan Donadon
328. Neilton Mulim da Costa
329. Nelson Goetten de Lima
330. Nelson Luiz Proenca Fernandes
331. Nelson Roberto Bornier de Oliveira
332. Nélson Tadeu Filippelli
333. Neri Geller
334. Neucimar Ferreira Fraga
335. Neudo Ribeiro Campos
336. Nice Lobão
337. Nicias Lopes Ribeiro
338. Nilmar Gavino Ruiz
339. Nilson Moura Leite Mourão
340. Nilton Gomes Oliveira
341. Odacir Zonta
342. Odilio Balbinotti
343. Olavo Calheiros Filho
344. Orlando Desconsi
345. Orlando Fantazzini Neto
346. Osmanio Pereira de Oliveira
347. Osmar Ribeiro de Almeida Junior
348. Osório Adriano Filho
349. Osvaldo de Souza Reis
350. Paulo Afonso Evangelista Vieira
351. Paulo César Baltazar da Nóbrega
352. Paulo César da Guia Almeida
353. Paulo César de Oliveira Lima
354. Paulo Henrique Ellery Lustosa da Costa
355. Paulo José Gouvêa
356. Paulo Piau Nogueira
357. Paulo Roberto Barreto Bornhausen
358. Paulo Roberto Manoel Pereira - um funcionário de seu gabinete foi suspeito de usar os créditos excedentes da cota sem autorização e foi demitido em 2008.[10]
359. Paulo Rubem Santiago Ferreira
360. Pedro Henry Neto
361. Pedro Irujo Yaniz
362. Pedro Novais Lima
363. Pedro Pedrossian Filho
364. Pedro Ribeiro Filho
365. Pedro Wilson Guimarães
366. Raimundo Sabino Castelo Branco Maues
367. Raquel Figueiredo Alessandri Teixeira
368. Raul Jean Louis Henry Junior
369. Raymundo Veloso Silva
370. Rebecca Martins Garcia
371. Regis Fernandes de Oliveira
372. Reinaldo Gripp Lopes
373. Reinaldo Nogueira Lopes Cruz
374. Reinaldo Pereira Pinto
375. Reinaldo Santos e Silva
376. Reinhold Stephanes - teria continuado usufruindo da cota de passagens aéreas de que tinha direito como deputado, depois de ser nomeado ministro, apesar do Ato 42 da Mesa da Casa, de 2000, afirmar que os deputados não podem utilizar a cota enquanto seus suplentes estiverem em exercício.[11]
377. Remi Abreu Trinta
378. Renato Cozzolino Sobrinho
379. Renato Fauvel Amary
380. Renildo Vasconcelos Calheiros
381. Ricardo José Ribeiro Berzoini
382. Ricardo Nagib Izar
383. Ricardo Quirino dos Santos
384. Ricarte de Freitas Júnior
385. Rita de Cássia Paste Camata
386. Robério Cássio Ribeiro Nunes
387. Roberto Lúcio Rocha Brant
388. Roberto Magalhães Melo
389. Robson Lemos Rodovalho
390. Rodolfo Pereira
391. Rodrigo Santos da Rocha Loures
392. Rogério Martins Lisboa
393. Roland Lavigne do Nascimento
394. Romel Anizio Jorge
395. Ronaldo Cezar Coelho
396. Ronaldo de Brito Leite
397. Ronaldo Dimas Pereira Nogueira
398. Rubeneuton Oliveira Lima
399. Rubens Moreira Mendes Filho
400. Salatiel Sousa Carvalho
401. Salvador Zimbaldi Filho
402. Sandra Maria da Escossia Rosado
403. Sandro Antônio Scodro
404. Sandro Matos Pereira
405. Saturnino Masson
406. Sebastião Ferreira da Rocha
407. Sebastião Torres Madeira
408. Selma Maria Schons
409. Sérgio Antônio Nechar
410. Sérgio Barradas Carneiro
411. Sétimo Waquim
412. Severiano Alves de Souza
413. Silas Brasileiro
414. Sílvio Lopes Teixeira
415. Sílvio Roberto Cavalcanti Peccioli
416. Simplício Mario de Oliveira
417. Solange Amaral
418. Solange Pereira de Almeida
419. Sueli Rangel Silva Vidigal
420. Suely Santana da Silva
421. Talmir Rodrigues
422. Tarcísio João Zimmermann
423. Telma Sandra Augusto De Souza
424. Thelma Pimentel Figueiredo de Oliveira
425. Uldorico Alves Pinto
426. Urzeni da Rocha Freitas Filho
427. Valdemar Costa Neto
428. Vanderlei Assis de Souza
429. Vandeval Lima Dos Santos
430. Victor Pires Franco Neto
431. Vilson Luiz Covatti
432. Virgílio Guimarães de Paula
433. Vitor Penido de Barros
434. Walter Correia de Brito Neto
435. Walter Shindi Iihoshi
436. Wandenkolk Pasteur Gonçalves
437. Wellington Moreira Franco
438. William Boss Woo
439. Wilson João Cignachi
440. Wilson Leite Braga
441. Zelinda Novaes e Silva Jarske
442. Zenaldo Rodrigues Coutinho Junior